# Diocesi di Les Gonaïves
La diocesi di Les Gonaïves (in latino: Dioecesis Gonayvesensis) è una sede della Chiesa cattolica ad Haiti suffraganea dell'arcidiocesi di Cap-Haïtien. Nel 2021 contava 999.400 battezzati su 1.778.600 abitanti. È retta dal vescovo Yves-Marie Péan, C.S.C.

## Territorio
La diocesi comprende il dipartimento dell'Artibonite nella repubblica di Haiti.
Sede vescovile è la città di Les Gonaïves, dove si trova la cattedrale di San Carlo Borromeo.
Il territorio è suddiviso in 62 parrocchie.

## Storia
La diocesi è stata eretta il 3 ottobre 1861 con la bolla Gravissimum sollicitudinis di papa Pio IX, ricavandone il territorio dall'arcidiocesi di Santo Domingo. Originariamente era suffraganea dell'arcidiocesi di Port-au-Prince.
Per la difficile situazione dei rapporti con il governo solo nel 1928 ebbe un proprio vescovo (prima fu sottoposta all'amministrazione apostolica da parte degli arcivescovi di Port-au-Prince).
Il 20 aprile 1972 ha ceduto una porzione del suo territorio a vantaggio dell'erezione della diocesi di Hinche.
Il 7 aprile 1988 è entrata a far parte della provincia ecclesiastica di Cap-Haïtien.

## Cronotassi dei vescovi
Si omettono i periodi di sede vacante non superiori ai 2 anni o non storicamente accertati.
- Martial-Guillaume-Marie Testard du Cosquer † (1º ottobre 1863 - 27 luglio 1869 deceduto) (amministratore apostolico)
- Alexis-Jean-Marie Guilloux (Guillons) † (27 giugno 1870 - 24 ottobre 1885 deceduto) (amministratore apostolico)
- Constant-Mathurin Hillion † (10 giugno 1886 - 21 febbraio 1890 deceduto) (amministratore apostolico)
- Giulio Tonti † (24 febbraio 1893 - 23 agosto 1902 nominato nunzio apostolico in Brasile) (amministratore apostolico)
- Julien-Jean-Guillaume Conan † (16 settembre 1903 - 9 ottobre 1928 dimesso) (amministratore apostolico)

- Joseph-François-Marie Julliot † (9 ottobre 1928 - 13 gennaio 1936 dimesso[1])
- Paul-Sanson-Jean-Marie Robert † (14 gennaio 1936 - 18 agosto 1966 dimesso[2])
- Emmanuel Constant † (20 agosto 1966 - 30 luglio 2003 ritirato)
- Yves-Marie Péan, C.S.C., succeduto il 30 luglio 2003

## Statistiche
La diocesi nel 2021 su una popolazione di 1.778.600 persone contava 999.400 battezzati, corrispondenti al 56,2% del totale.
| anno | popolazione | popolazione | popolazione | presbiteri | presbiteri | presbiteri | presbiteri                | diaconi | religiosi | religiosi | parrocchie |
| anno | battezzati  | totale      | %           | numero     | secolari   | regolari   | battezzati per presbitero | diaconi | uomini    | donne     | parrocchie |
| ---- | ----------- | ----------- | ----------- | ---------- | ---------- | ---------- | ------------------------- | ------- | --------- | --------- | ---------- |
| 1949 | 475.000     | 500.000     | 95,0        | 30         | 30         |            | 15.833                    |         | 11        | 24        | 15         |
| 1965 | ?           | 600.000     | ?           | 24         | 14         | 10         | ?                         |         | 13        | 48        | 20         |
| 1970 | 550.000     | 710.000     | 77,5        | 31         | 12         | 19         | 17.741                    |         | 25        | 78        | 19         |
| 1976 | 450.000     | 550.000     | 81,8        | 31         | 12         | 19         | 14.516                    |         | 33        | 71        | 13         |
| 1980 | 461.000     | 560.000     | 82,3        | 28         | 7          | 21         | 16.464                    |         | 32        | 68        | 13         |
| 1990 | 650.000     | 1.000.000   | 65,0        | 43         | 19         | 24         | 15.116                    |         | 36        | 63        | 22         |
| 1999 | 750.000     | 1.300.000   | 57,7        | 54         | 33         | 21         | 13.888                    |         | 38        | 84        | 26         |
| 2000 | 757.000     | 1.318.000   | 57,4        | 57         | 37         | 20         | 13.280                    |         | 32        | 94        | 26         |
| 2001 | 764.570     | 1.331.180   | 57,4        | 60         | 41         | 19         | 12.742                    |         | 31        | 95        | 27         |
| 2002 | 776.038     | 1.359.180   | 57,1        | 61         | 41         | 20         | 12.721                    |         | 30        | 95        | 28         |
| 2003 | 791.558     | 1.386.363   | 57,1        | 59         | 39         | 20         | 13.416                    |         | 29        | 83        | 29         |
| 2013 | 790.000     | 1.375.000   | 57,5        | 68         | 51         | 17         | 11.617                    |         | 25        | 65        | 46         |
| 2016 | 993.000     | 1.728.000   | 57,5        | 78         | 59         | 19         | 12.730                    |         | 25        | 73        | 50         |
| 2019 | 972.000     | 1.728.000   | 56,3        | 96         | 73         | 23         | 10.125                    |         | 32        | 79        | 57         |
| 2021 | 999.400     | 1.778.600   | 56,2        | 79         | 79         |            | 12.650                    | 1       | 9         | 79        | 62         |